# Alangium yunnanense
Alangium yunnanense är en kornellväxtart som beskrevs av Cheng Yih Wu och W. P. Fang et al. Alangium yunnanense ingår i släktet Alangium och familjen kornellväxter. Inga underarter finns listade i Catalogue of Life.